# Гайворонська Ірина Миколаївна
Ірина Гайворонська (нар. 4 січня 1983) — українська плавчиня-синхроністка, яка брала участь у жіночому дуеті на літніх Олімпійських іграх 2004 року.